# Pergola (Pesaro-Urbino)
Pergola is een gemeente in de Italiaanse provincie Pesaro-Urbino (regio Marche) en telt 6864 inwoners (31-12-2004). De oppervlakte bedraagt 113,5 km², de bevolkingsdichtheid is 60 inwoners per km². De stad is vooral bekend vanwege de vondst van de Bronzi Dorati, een verguld bronzen beeldengroep uit de periode 50 voor Chr. tot 30 na Chr., nu opgesteld in het lokale museum.

## Demografie
Pergola telt ongeveer 2912 huishoudens. Het aantal inwoners daalde in de periode 1991-2001 met 5,0% volgens cijfers uit de tienjaarlijkse volkstellingen van ISTAT.
| Jaar | Inwoneraantal |
| ---- | ------------- |
| 1991 | 7169          |
| 2001 | 6810          |

## Geografie
Pergola grenst aan de volgende gemeenten: Arcevia (AN), Cagli, Fossombrone, Fratte Rosa, Frontone, San Lorenzo in Campo, Sassoferrato (AN), Serra Sant'Abbondio.
Acqualagna · Apecchio · Auditore · Barchi · Belforte all'Isauro · Borgo Pace · Cagli · Cantiano · Carpegna · Cartoceto · Casteldelci · Colbordolo · Fano · Fermignano · Fossombrone · Fratte Rosa · Frontino · Frontone · Gabicce Mare · Gradara · Isola del Piano · Lunano · Macerata Feltria · Maiolo · Mercatello sul Metauro · Mercatino Conca · Mombaroccio · Mondavio · Mondolfo · Monte Cerignone · Monte Grimano · Monte Porzio · Montecalvo in Foglia · Monteciccardo · Montecopiolo · Montefelcino · Montelabbate · Montemaggiore al Metauro · Novafeltria · Orciano di Pesaro · Peglio · Pennabilli · Pergola · Pesaro · Petriano · Piagge · Piandimeleto · Pietrarubbia · Piobbico · Saltara · San Costanzo · San Giorgio di Pesaro · San Leo · San Lorenzo in Campo · Sant'Agata Feltria · Sant'Angelo in Lizzola · Sant'Angelo in Vado · Sant'Ippolito · Sassocorvaro · Sassofeltrio · Serra Sant'Abbondio · Serrungarina · Talamello · Tavoleto · Tavullia · Urbania · Urbino
1. ↑  https://demo.istat.it/?l=it.